# Tonzura
Tonzura ili podstrig je običaj brijanja kose na tjemenu koji je uveden za svećeničke redove oko 400. godine, a ukinut 1972. godine motuproprijem Ministeria quaedam pape Pavla VI.

## Tonzura u kršćanstvu
U kršćanstvu je uveden 400., a ukinut 1972. godine. Bio je to sveti obred po kojemu se laiku strigla kosa, davalo mu se kleričko odijelo i tako je uvođen u klerički stalež. Samim podstrigom nije se davala nikakva vlast i nije bila nikakvi crkveni red. Biskup ju je podjeljivao prije primanja manjeg reda. Da bi mogao primiti podstrig, morao je biti krizman, poznavati osnove vjere i znati čitati i pisati. Dobna granica bila je barem 14 godina života da bi uopće mogao primiti beneficij.
Okruglo se ošišati odnosno izbrijati izvana je označavalo obreda podjeljivanja tonzure. Kao vjerski običaj na Istoku postojao je i prije Krista i značio je odricanje od svijeta. U kršćanstvu je podstrig nastao je najprije među monasima, potom među klericima na Istoku u 5. stoljeću, nakon čega se širi na Zapad. Sljedećeg stoljeća crkveni zakoni reguliraju tonzuru, koja je odijeljena od primanja svetih redova. Od Tridentskog sabora klerici su oni muškarci koji su u posebnom liturgijskom obredu primili prvu tonzuru i ona je dijelila Kristove vjernike na klerike i laike. Disciplina je ostala do motuproprija Pavla VI. Ministeria quaedam od 15. kolovoza 1972. godine, kojom je određeno da se ona više ne podjeljuje.

## Slični običaji u drugim religijama
Kosu s glave briju i danas budistički i hinduistički svećenici. U islamu je običaj da hodočasnici (hadžije) po povratku s hadža obriju glavu.